# ELCA Informatik
Die Elca Informatik AG ist der älteste und zugleich grösste Individualsoftwarehersteller in der Schweiz.

## Geschichte
Gegründet wurde das Unternehmen im Jahr 1968 durch  Ingenieure der ETH Lausanne unter dem Namen Electro Calcul. Das erste Projekt beinhaltete die Entwicklung von Software für die Steuerung der Anlagen des Grande-Dixence-Staudamms. Die Installation war die erste Anlage mit rechnergestützter Prozesssteuerung in der Schweiz.
Im Jahr 1977 entwickelten die  Romands ein neues Produkt für die Prozesssteuerung und nutzten dafür ein damals noch relativ neues Konzept in der EDV, nämlich Datenbanken. Bis 1984 beschäftigte das Unternehmen Electro-Calcul etwa 20 Mitarbeiter. 1988 trat Quest Suisse als Aktionär ein, gefolgt von SBB. Jahre später entschieden sich die wichtigsten Kunden zumindest als Aktionäre wieder auszusteigen.
1990 erfolgte die Umbenennung von Electro Calcul in ELCA Informatique SA / ELCA Informatik AG. In den darauffolgenden Jahren verstärkte ELCA ihre Präsenz in der Deutschschweiz durch die Gründung der Filiale in Zürich.
1998 eröffnete ELCA weitere Niederlassungen und beschäftigte bereits 150 Mitarbeiter. Das Produktionszentrum, welches ELCA in Vietnam eröffnete, war  eine der wichtigsten Entwicklungen für das Unternehmen und ermöglichte mit der  wachsenden Auftragsmenge in der Schweiz Schritt zu halten. Noch heute entstehen pro neue Stelle im Offshore-Entwicklungszentrum in Vietnam jeweils zwei neue in der Schweiz, wodurch sich zeigt, dass ELCA den Software-Industriestandort Schweiz ernst nimmt.
Über 300 Mitarbeiter beschäftigte ELCA 2003 und konnte sich mit der Online-Ticketlösung  SECUTIX im selben Jahr einen neuen  Kunden gewinnen.
2015 war ein Wechsel der Unternehmungsführung. Daniel Gorostidi zog sich im Alter von 62 Jahren als CEO zurück, um sich auf seine Rolle als Verwaltungspräsident zu konzentrieren. Er verkaufte seine Anteile per Ende März an eine Gruppe von Schweizer Privatinvestoren und Unternehmern, die durch den neuen CEO Cédric Moret vertreten wird.

## Heute
Das Unternehmen verfügt über Niederlassungen in Lausanne (Zentrale), Genf, Basel, Bern, Zürich, Paris, Madrid, Granada (Nearshore-Entwicklung), Ho Chi Minh City und Mauritius (MUS) (Offshore-Entwicklung), die alle nach einem gemeinsamen Prozess-Framework arbeiten.
Mit der Einrichtung des Offshore-Produktionszentrums in Ho-Chi-Minh-Stadt im Jahr 1998 begann gleichzeitig die internationale Expansion. Das Offshore-Zentrum in Vietnam zählt heute  265 Mitarbeitende.
Seit 2011 ist das Unternehmen im „Quartier de l’Innovation“ an der ETH Lausanne präsent.
2014 landete ELCA auf Platz 35 (von 100) in Kategorie IT der Swiss Student Survey Switzerland’s Ideal Employers von universumglobal.com. 2019 rangierte das Unternehmen auf Platz 18. der "most attractive Employers" in der Schweiz.[Referenz ergänzen]

### Dienstleistungen
- Business Consulting
- IT Solution Engineering
- Application Management & Betrieb
- Systemintegration – Microsoft Dynamics 365 ERP, MS D365 CRM und ECM – BI und Big Data – Kollaboration und Intranet – Web, Portale und Anwendererlebnis (UX)
- Business-Lösungen von ELCA – SecuTix* – Dokumentenarchivierung QDB* – eDossier und QDB – iPension – AID-Pol
- Technik – Architektur, serviceorientierte Architektur – Anwendungsverwaltung – Entwicklung von mobilen Anwendungen – Cybersecurity
- Technologie – Frontendentwicklung – Backenddienstleistungen – Anwendungsentwicklung – Schnittstellen- und API-Management – Tests und Qualitätssicherung
- IT-Business-Consulting – Digitaler Wandel – IT-Strategie-Consulting – IT-Management – Business-Analysis (BA)
- Fachservices – Integration und Betrieb – Projektmanagement – Near- und Offshoring – Migrationsservice – Speziallösungen
- Horizontale & Vertikale Lösungen[11] – Digitale Poststelle, Rechnungs- und Dokumentenmanagement, Digitaler Arbeitsplatz, Automatisierung des Marketings, Vertriebsautomatisierung, ECM-Backbone, ELCARD, PeakProtect, CLOUDTRUST, trustID, Sumix Suite

## CloudTrust, trustID
Die CloudTrust, Tochter von Elca Informatik, bietet eine eID-Lösung trustID an. Vor der Abstimmung (Abstimmungswochen zum 7. März 2021) über das E-ID-Gesetz gab sie bekannt, dass sie sie gemäss der künftigen, möglichen staatlichen Anforderungen weiter entwickeln und zertifizieren lassen möchte.
Anfang 2021 hatten 40’000 Nutzerinnen und Nutzer eine trustID. CloudTrust konzentriert seine Entwicklung auf anspruchsvollere Zugänge, wie zum elektronischen Patientendossier oder zu Behörden. Darum basiert die trustID auf der zurzeit höchsten Sicherheitsstufe – die Nutzer identifizieren sich durch die Vorlage eines Passes in einem Video-Call oder durch die Vorlage an einem physischen Schalter wie beispielsweise einem Post- oder Gemeindebüro.